# 홍산 한씨
홍산 한씨(鴻山 韓氏)는 충청남도 부여군 홍산면을 본관으로 하는 한국의 성씨이다. 시조는 청주 한씨의 시조 한란(韓蘭)의 후손인 한임경(韓林卿)이다.

## 참고 자료
- “홍산한씨(鴻山韓氏)”. 뿌리를 찾아서.[깨진 링크(과거 내용 찾기)]